# Länsväg 345
De Zweedse weg 345 (Zweeds: Länsväg 345) is een provinciale weg in de provincies Jämtlands län en Västernorrlands län in Zweden en is circa 62 kilometer lang.

## Plaatsen langs de weg
- Ramsele
- Strömsund

## Knooppunten
- Länsväg 331 bij Ramsele (begin)
- E45 bij Strömsund (einde)